# Regiunea Vilnius

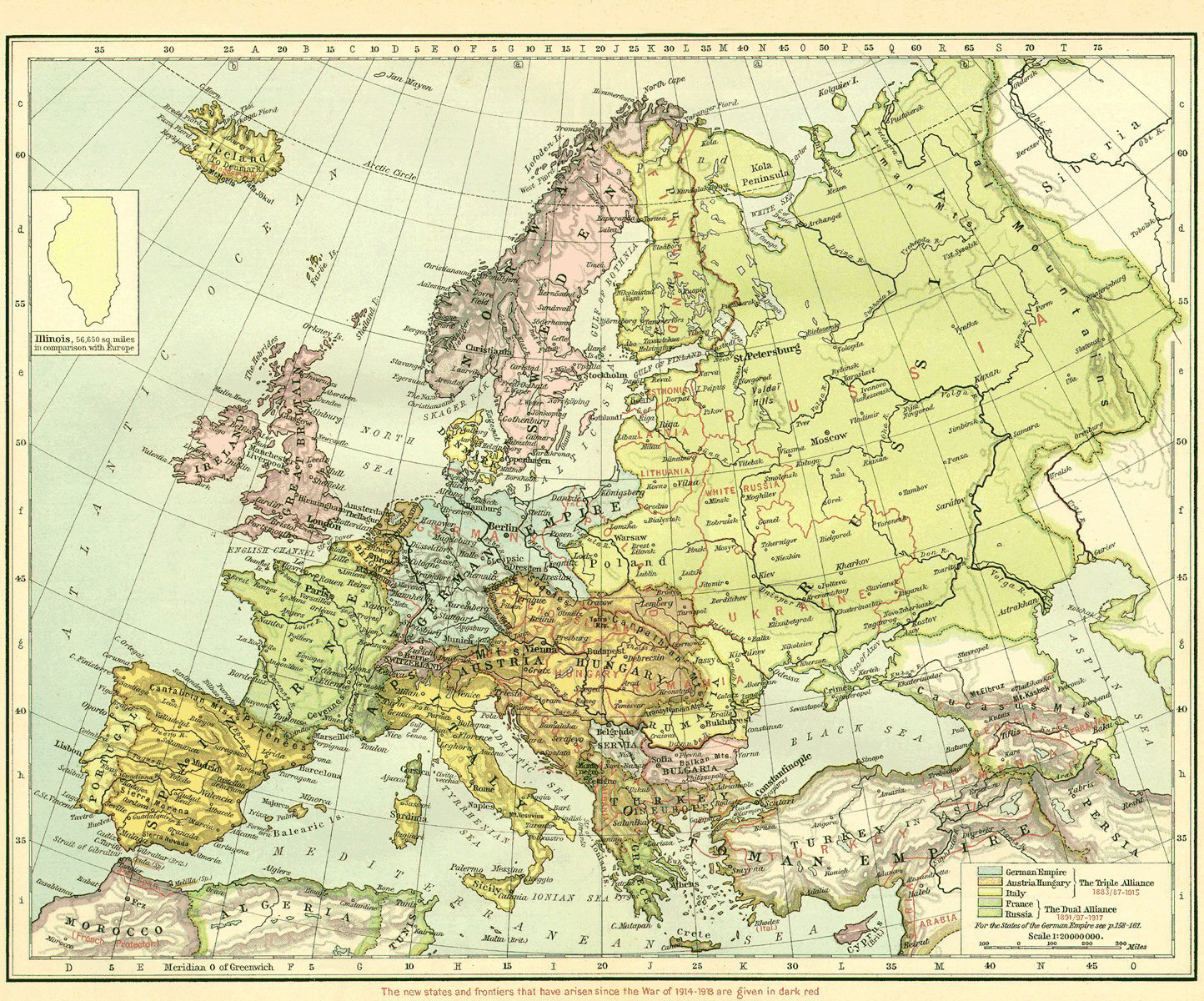
Harta statelor nou înființate și a frontierelor acestora în 1918

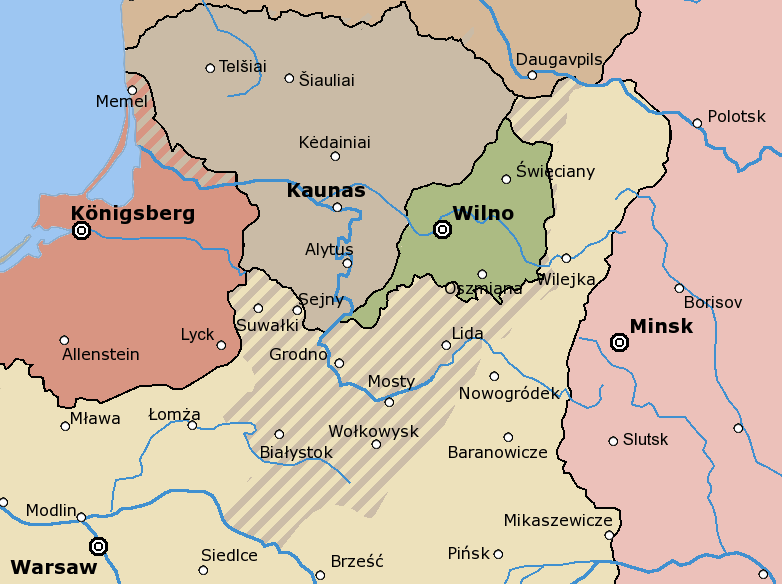
Teritoriul Lituaniei Centrale (cu verde) create de Polonia și, prin comparație, revendicările teritoriale lituaniene asupra teritoriilor fostului Marelui Ducat al Lituaniei.

Regiunea Vilnius (în lituaniană Vilniaus kraštas, în poloneză Wileńszczyzna, în belarusă Віленшчына, cunoscută ca Regiunea Wilno ori Regiunea Vilna) este teritoriul din Lituania și Belarusul zilelor noastre, care a fost inițial locuită de triburile baltice și a fost parte din Lithuania propria, dar care a ajuns de-a lungul timpului sub influența culturală a slavilor răsăriteni și polonezilor.
Teritoriul includea orașul Vilnius, capitala istorică a Marelui Ducat al Lituaniei. Lituania, după ce și-a proclamat independența față de Imperiul Rus, a revendicat Regiunea Vilnius pe baza tradițiilor istorice. Pe de altă parte, Polonia a susținut dreptul la autodeterminare al populației locale vorbitoare de poloneză. Ca urmare, de-a lungul întregii perioade intebelice, regiunea a fost subiect de dispută între A Doua Republică Poloneză și Lituania. Uniunea Sovietică a recunoscut regiunea ca parte a Lituaniei în Tratatul de pace din 1920, dar în același an, aceasta a fost ocupată de Polonia și a devenit parte a unui stat marionetă efemer, Republica Lituaniei Centrale, care avea să fie încorporat în cele din urmă în Polonia.
Conflictele militare directe (Războiul polono-lituanian și Rebeliunea lui Żeligowski) au fost urmate de o serie de negocieri încheiate fără vreun rezultat în cadrul Ligii Națiunilor. După invazia sovietică a Poloniei din 1939, ca parte a înțelegerilor secrete ale Pactului Molotov-Ribbentrop, întreaga regiune a ajuns sub controlul sovietic. Aproximativ 20% din regiune, inclusiv orașul Vilnius, au fost cedate de către Uniunea Sovietică Lituaniei pe 10 octombrie 1939 în schimbul acordului părții lituaniene pentru înființarea unei baze militare a forțelor terestre sovietice pe teritoriul republicii. Conflictul legat de controlul asupra Regiunii Vilnius a fost definitiv rezolvat după încheierea celui de-al doilea Război Mondial, când atât Republica Populară Poloneză cât și Lituania au ajuns în sfera de influență comunistă și sovietică, iar un număr de etnici polonezi din regiune au fost repatriați în Polonia. Din acel moment, regiunea Vilnius a devenit parte a RSS Lituaniene și, după 1990, a republicii independente din zilele noastre, Lituania.

## Teritoriul și numele

Regiunile Vilnius răsăriteană (maro) și apuseană în relație cu teritoriul actual al Lituaniei

La început, Regiunea Vilnius nu avea granițe exacte, ci cuprindea zonele înconjurătoare din jurul Vilniusului și includea și orașul. Acest teritoriu a fost disputat de Lituania și Polonia în 1918, după ce ambele țări și-au restabilit independența. Mai târziu, limita vestică a regiunii a devenit o linie de administrare  de facto  'între Polonia și Lituania în urma acțiunii militare poloneze din ultima parte a anului 1920. Lituania a refuzat să recunoască frontiera stabilită prin acțiuni militare. Limita estică a fost definită prin Tratatul de pace din 1920. Linia estică nu a fost niciodată transformată într-o frontieră reală între state și a rămas doar la nivelul înțelegerilor politice. Teritoriul total acoperea aproximativ 32.250 km².
Astăzi, limita estică a regiunii este plasată între granița lituaniano-belarusă. Această graniță împarte Regiunea Vilnius în două părți: vestică și estică. Regiunea Vilnius apuseană, inclusiv orașul Vilnius, face acum parte din Lituania. Suprafața ei reprezintă aproximativ o treime din suprafața regiunii. Lituania a obținut aproximativ 6.880km² pe 10 octombrie 1939 de la Uniunea Sovietică și 2.650km² (inclusiv Druskininkai și Švenčionys) pe 3 august 1940 de la RSS Bielorusă. Regiunea Vilnius răsăriteană ului a devenit parte a Belarusului. Nici o parte a regiunii nu se mai află în Polonia. Niciuna dintre țări nu mai are alte revendicări teritoriale. Termenul de Lituania Centrală se referă la statul marionetă efemer Republica Lituaniei Centrale proclamat de Lucjan Żeligowski după rebeliunea condusă de el în regiunile anexate. După optsprezece luni de existență sub protecția militară a Poloniei, Lituania Centrală a fost anexată de Polonia pe 24 martie 1922, finalizând astfel revendicările Poloniei asupra teritoriului.

## Disputa asupra orașului Vilnius

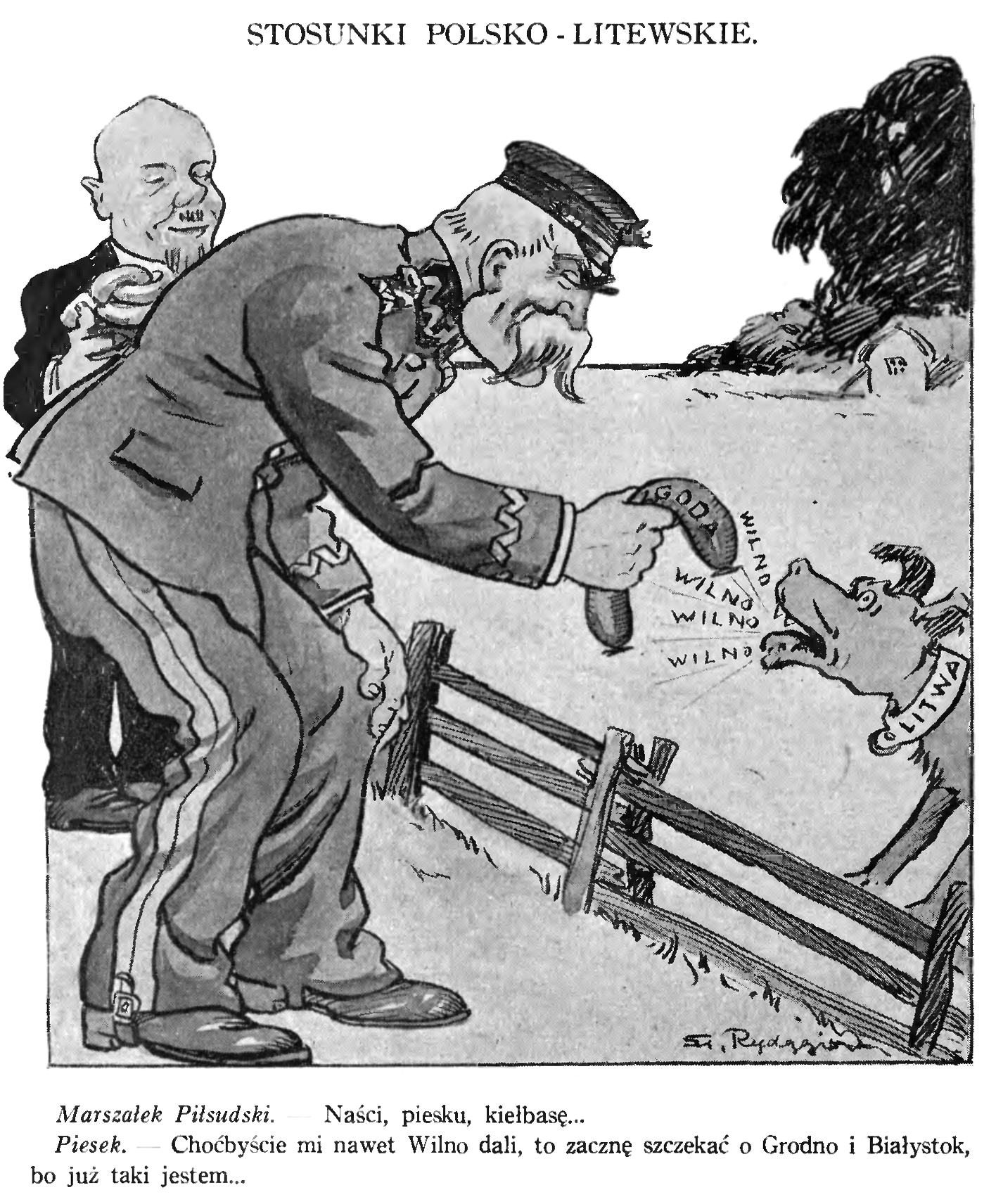
Caricatură politică din presa poloneză (prin anii 1925–1935): „Relațiile polono-lituaniene”. Mareșalul Piłsudski oferă un cârnat etichetat „acord” câinelui (cu o zgardă etichetată „Lituania”) și-i spune: „Poftim, cățeluș, cârnați”. Câinele, care latră „Wilno, wilno, wilno”, îi răspunde: „Chiar dacă mi-ai da Wilno, aș lătra pentru Grodno și Białystok, pentru că ăsta sunt eu”.

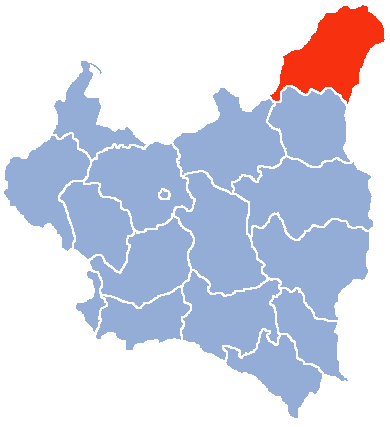
Voievodatul Wilno în Polonia interbelică

În Evul Mediu, Vilnius și împrejurimile sale deveniseră un nucleu al primului stat etnic lituanian, Ducatul Lituaniei, menționat în istoriografia lituaniană ca parte a ithuania propria, care avea să devină Regatul Lituaniei și mai apoi Marele Ducat al Lituaniei.
După Împărțirile Uniunii statale polono-litunaiene la sfârșitul secolului al XVIII-lea, întreaga regiune a fost anexată de Imperiul Rus, care a înființat aici Gubernia Vilna. În timpul Primului război mondial, Regiunea Vilnius a fost ocupată de Imperiul German și a fost trecută sub administrația civilă a Ober-Ost. După înfrângerea Germaniei în prima conflagrație mondială și odată cu izbucnirea luptelor dintre diferitele tabere implicate în Războiul Civil Rus, regiunea a fost disputată de noile state independente apărute pe ruinele Imperiului Rus – Lituania, Polonia și Republica Populară Belarus.
Polonezii și-au bazat pretențiile pe realitățile demografice și pe voința locuitorilor. Lituanienii au folosit argumente geografice și istorice și au subliniat rolul pe care Vilnius l-a jucat drept capitală a Marelui Ducat al Lituaniei. Activiștii naționaliști lituanieni i-au considerat pe polonezii și bielorușii din regiune ca fiind „lituanieni slavizați”. În cadrul Conferinței de la Vilnius, organizată de activiștii lituanieni sub auspiciile germane, au ales un Consiliu al Lituaniei și au proclamat independența Lituaniei, noul stat având capitala la Vilnius. Guvernul lituanian nu a reușit însă să recruteze soldați dintre locuitorii zonei Vilnius și nu a putut să organizeze apărarea regiunii împotriva bolșevicilor. În lunile noiembrie și decembrie ale anului 1918, au fost create în Vilnius și în multe localități din regiunea înconjurătoare unitățile de autoapărare poloneze. Acestea au fost înrolate oficial în armata poloneză până la sfârșitul aceluiași an. Membrii Consiliului Lituaniei au părăsit Vilniusul odată cu garnizoana germană pe 1 ianuarie 1919, în timp ce au avut loc primele lupte de hărțuire dintre forțele bolșevice care înaintau spre apus și trupele poloneze aflate la est de oraș.
După izbucnirea războiului polono-sovietic, în timpul ofensivei de vară a Armatei Roșii, regiunea a trecut sub controlul sovietic ca parte a unui stat efemer sovietic, Republica Sovietică Socialistă Lituaniano-Belarusă (LitBel). În schimbul unei cooperări militare după războiul lituaniano-sovietic, autoritățile  bolșevice au semnat un tratat de pace cu Lituania pe 12 iulie 1920. Una dintre prevederile tratatului de pace sovieto-lituanian stipula că toate regiunile disputate de Polonia și Lituania și care se aflau în acele momente sub ocupația bolșevicilor urmau să fie transferate sub controlul Lituaniei. Până la urmă, controlul efectiv asupra regiunii a rămas în mâinile bolșevicilor. După Bătălia de la Varșovia din 1920 a devenit clar pentru toate părțile interesate că Armata poloneză în ofensivă avea să recucerească în scurtă vreme regiunea. Văzând că nu mai pot asigura controlul asupra regiunii, autoritățile bolșevice au hotărât să transfere Vilniusul sub suveranitatea lituaniană. Armata poloneză în înaintare a reușit să recucerească o mare parte din zona disputată înainte de sosirea lituanienilor, în timp ce cea mai securitatea celei mai importante parte a acesteia – orașul Vilnius – a fost asigurată de Lituania. Din cauza tensiunilor polono-lituaniene,  puterile aliate au amânat recunoașterea diplomatică a Lituaniei până în 1922. Cum cele două state nu erau în stare de război, au început negocierile diplomatice. Negocierile și încercările de mediere internațională au eșuat și, până în 1920, regiunea în litigiu a rămas divizată între Polonia și Lituania.
Liga Națiunilor a încercat în deceniul al treilea al secolului trecut de două ori să organizeze un plebiscit, în ciuda faptului că niciuna dintre părțile implicate în conflict nu a dorit să se implice. După ce Lucjan Żeligowski a organizat o rebeliune, polonezii au preluat controlul asupra regiunii și au organizat alegeri, care au fost boicotate de majoritatea lituanienilor, dar și de mulți evrei și belaruși datorită controlului militar polonez puternic.
Guvernul polonez nu a recunoscut niciodată convenția ruso-lituaniană din 12 iulie 1920, prin care Lituaniei îi era promis teritoriul polonez ocupat de Armata Roșie în timpul războiului polono-rus și care a fost cedat oficial lituanienilor în timpul retragerii sovieticilor în fața atacului polonez, în condițiile în care bolșevicii renunțaseră în prealabil la pretențiile lor teritoriale asupra regiunii prin Tratatul de la Brest-Litovsk. La rândul lor, autoritățile lituaniene nu au recunoscut frontiera poloneză-lituaniană din 1918-1920 ca fiind permanentă și nici nu au recunoscut vreodată suveranitatea Republicii marionetă a Lituaniei Centrale.
În 1922, Republica Lituaniei Centrale a votat unirea cu Polonia, iar această alegere a fost acceptată ulterior de Liga Națiunilor. Regiunea cedată de bolșevici Lituaniei în 1920 a continuat să fie revendicată de lituanieni, cu orașul Vilnius considerat capitala oficială, iar orașul Kaunas fiind numit doar „capitală temporară. Abia după ultimatumul polonez din 1938, cele două state au hotărât să stabilească relațiile diplomatice.

Mai mulți istorici au considerat că pierderea Vilniusului ar fi putut totuși să protejeze însăși existența statului lituanian în perioada interbelică. În ciuda alianței cu sovieticii și a războiului cu Polonia, Lituania a fost în primejdie să fie invadată de sovietici în vara anului 1920 și să fie transformată cu forța într-o republică socialistă. Acești istoric cred că doar victoria poloneză împotriva sovieticilor în Războiul polono-sovietic și faptul că polonezii nu s-au opus în niciun fel la independența lituaniană au blocat planurile sovietice și au oferit Lituaniei un răgaz în perioada interbelică, în care să se bucure de independentă.
În 1939, sovieticii au propus lituanienilor semnarea unui tratat de asistență mutuală. Conform acestui tratat, aproximativ o cincime din regiunea Vilnius, inclusiv orașul însuși, trebuia returnată Lituaniei în schimbul staționării a 20.000 de soldați sovietici în Lituania. La început, lituanienii nu au vrut să accepte prezența trupelor sovietice, dar Uniunea Sovietică a subliniat că trupele vor intra în țara vecină oricum, așa că Lituania a acceptat în cele din urmă acordul. O cincime din regiunea Vilnius a fost cedată, în ciuda faptului că Uniunea Sovietică a recunoscut întotdeauna întreaga regiune Vilnius ca parte a Lituaniei.
În timpul Conferinței de la Ialta, Uniunii Sovietice i s-a acordat controlul asupra regiunii Vilnius, iar după aceasta zona a devenit parte a RSS Lituanianiene. Aproximativ 150.000 de etnici polonezi au fost repatriați din Lituania sovietică în Polonia.

## Situația etnică
Regiunea a fost locuită inițial de lituanienii baltici. Regiunea a fost supusă influențelor culturale ale slavilor estici și a polonezilor, ceea ce a dus la rutenizarea și polonizarea treptată a acesteia. Norman Davies a afirmat că Vilniusul era din punct de vedere cultural polonez până în secolul al XVII-lea. În secolul al XIX-lea, orașul a fost înconjurat aproape complet de slavi, în timp ce regiunea Vilnius a devenit diversă din punct de vedere etnic, cu o populație belarusă, poloneză și lituaniană. Belarușii s-au mutat în regiunile devastate de războaiele din secolul al XVII-lea și de la începutul secolului al XVIII-lea (comitatele Așmianî (zona de nord), Trakai, Švenčionys și Vilnius) și aici au mai rămas doar câteva așezări lituaniene.
În conformitate cu recensământului rus din 1897 (care a studiat situația lingvistică, dar nu a inclus categoria apartenenței etnice) Gubernia Vilna era locuită în mod predominant de vorbitori de bielorusă (56,05%), în timp ce vorbitorii de poloneză reprezentau doar 8,17% din populație. Rușii au afirmat că polonezii locali aparțineau în principal marii nobilimi și boierilor mici și că țăranii din regiune nu puteau fi polonezi. Recensămintele german (1916) și polonez (1919) au arătat că Vilniusul și împrejurimile sale aveau o majoritate poloneză. Vilniusul era împărțit în 1919 aproape uniform între polonezi și evrei, lituanienii constituind o minoritate de 2-2,6% din populația totală. Atât recensămintele cât și organizarea lor au fost puternic criticate de lituanienii din regiune în acele timpuri ca fiind părtinitoare.
La sfârșitul primului război mondial, 50% dintre locuitorii din Vilnius erau polonezi și 43% erau evrei. Potrivit lui E. Bojtar, care îl citează pe P. Gaučas, satele din jur erau locuite în principal de vorbitori din bielorusă, care se considerau însă de etnie poloneză. A existat de asemenea un grup mare de oameni care a adoptat o naționalitate în funcție de circumstanțele politice. În conformitate cu rezultatele recensământului din 1916 efectuat de autoritățile germane, lituanienii constituiau 18,5% din populație. Trebuie însă subliniat că, în timpul acestui recensământ, regiunea Vilnius a fost extinsă foarte mult până în apropiere de Brest-Litovsk și a inclus și orașul Białystok.
Datorită alipirii altor regiuni cu majoritate poloneză, procentul populației lituaniene a fost scăzut. Conform recensămintelor poloneze postbelice din 1921 și 1931, s-a găsit doar un procent de 5% lituanienii în zonă, cu mai multe enclave aproape pur lituaniene situate la sud-vest, sud (enclava Dieveniškės), la est (enclava Gervėčiai) de Vilnius și la nord de Švenčionys. Majoritatea populației era compusă din polonezi (aproximativ 60%), conform ultimelor trei recensăminte. Rezultatele recensămintelor poloneze au fost puse la îndoială de unii oficiali lituanieni, iar guvernul lituanian a susținut că majoritatea polonezilor locali erau de fapt lituanieni  polonizați. Astăzi, dialectul „po prostu” este limba maternă pentru locuitorii din municipalitățile raionale Šalčininkai și Vilnius. Vorbitorii acestui dialect se consideră polonezi, iar dialectul „po prostu” este considerat pur polonez. Populația, inclusiv cea a „localnicilor” (tutejshy) care locuiesc în cealaltă parte a regiunii Vilnius, cea care a fost ocupată de Uniunea Sovietică și a intrat în componența în Belarusului, se identifică în zilele noastre ca fiind poloneză. În ciuda faptului că această limbă este bielorusă vernaculară necodificată  cu relicve de substrat lituanian, vorbitorii săi se consideră polonezi și cred că dialectul „po prostu” este pur polonez.

Recensământul din 1897
Limbi vorbite de majoritatea populației. verde - populația vorbitoare de belarusă, galben - populația vorbitoare de lituaniană. Notă: Majoritate relativă în uezdul Vilnius. Belarusă: (25,8 % în orașul Vilnius; 41,85% dacă este exclus Vilniusul), lituaniană: (20,93 % în orașul Vilnius; 34,92 dacă este exclus Vilniusul)
Populația vorbitoare de belarusă
Populația vorbitoare de lituaniană
Evreii lituanieni, vorbitori ai dialectului litvish al idișului
Populația vorbitoare de poloneză
Populația vorbitoare de rusă

- Limbi vorbite de majoritatea populației. 
verde - populația vorbitoare de belarusă,
galben -  populația vorbitoare de lituaniană. Notă: Majoritate relativă în uezdul Vilnius. 
Belarusă: (25,8 % în orașul Vilnius; 41,85% dacă este exclus Vilniusul), 
lituaniană: (20,93 % în orașul Vilnius; 34,92 dacă este exclus Vilniusul)[31][32]
- Populația vorbitoare de belarusă
- Populația vorbitoare de lituaniană
- Evreii lituanieni, vorbitori ai dialectului litvish al idișului
- Populația vorbitoare de poloneză
- Populația vorbitoare de rusă

După  exterminarea evreilor,  deplasări și migrații, lituanienii au devenit majoritari din punct de vedere etnic în regiunea Vilnius. Ponderea lituanienilor în orașul Vilnius a crescut de la 2% în prima jumătate a secolului XX la 42,5% în 1970, 57,8% în 2001 (în timp ce populația totală a orașului a crescut de mai multe ori). și 63,6% in 2011.
Polonezii erau în continuare în 1989 concentrați în regiunea din jurul orașului Vilnius. Polonezii constituie 63,2% din populația municipalității raionale Vilnius și 82,4% din populația municipalității raionale Šalčininkai,, iar, în 2011, 52,07% din populația municipalității raionale și 77,75% din populația municipalității raionale Šalčininkai.

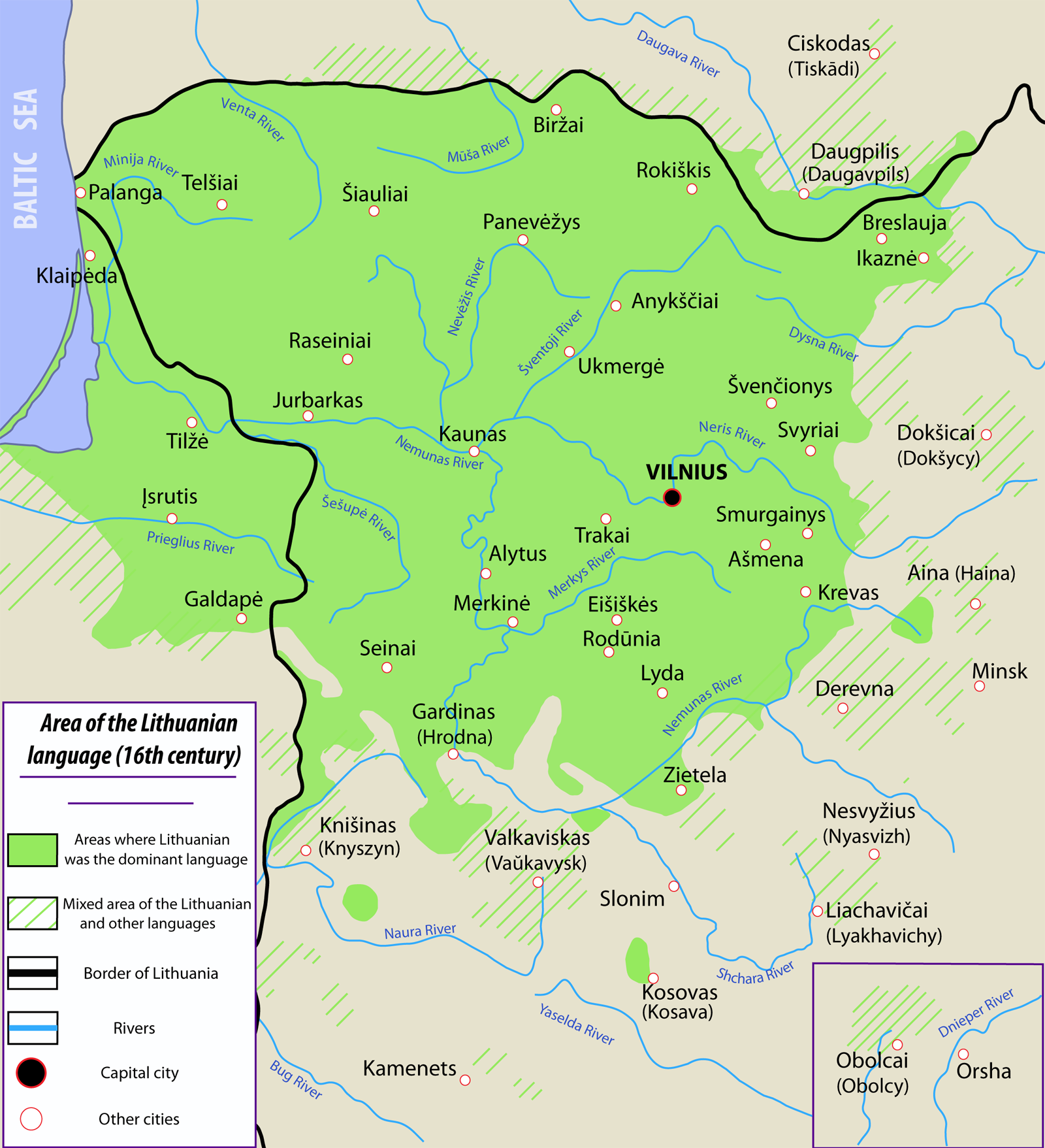
Vorbitorii de limbă lituaniană în secolul al XVI-lea
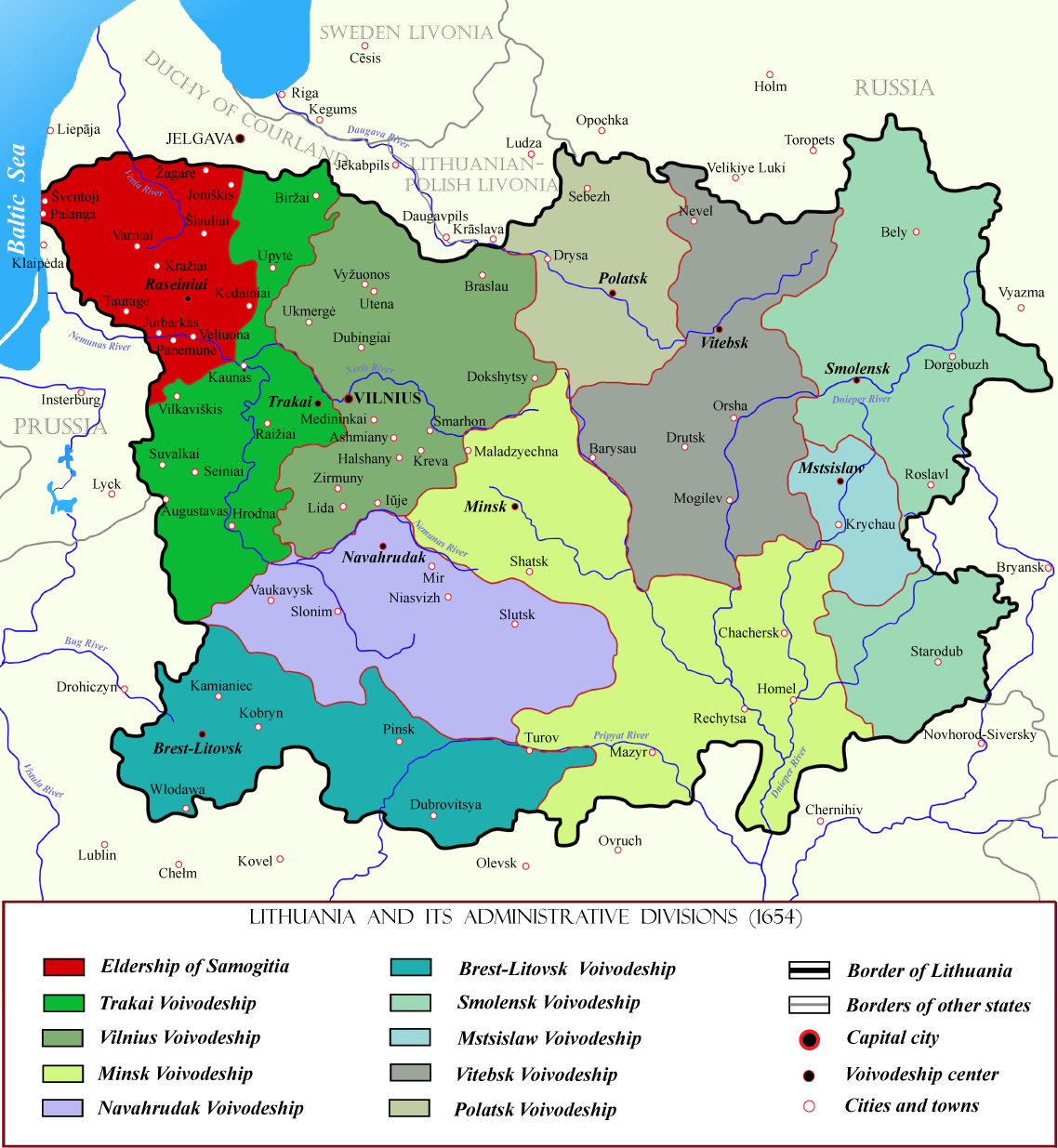
Lituania în secolul al XVII-lea
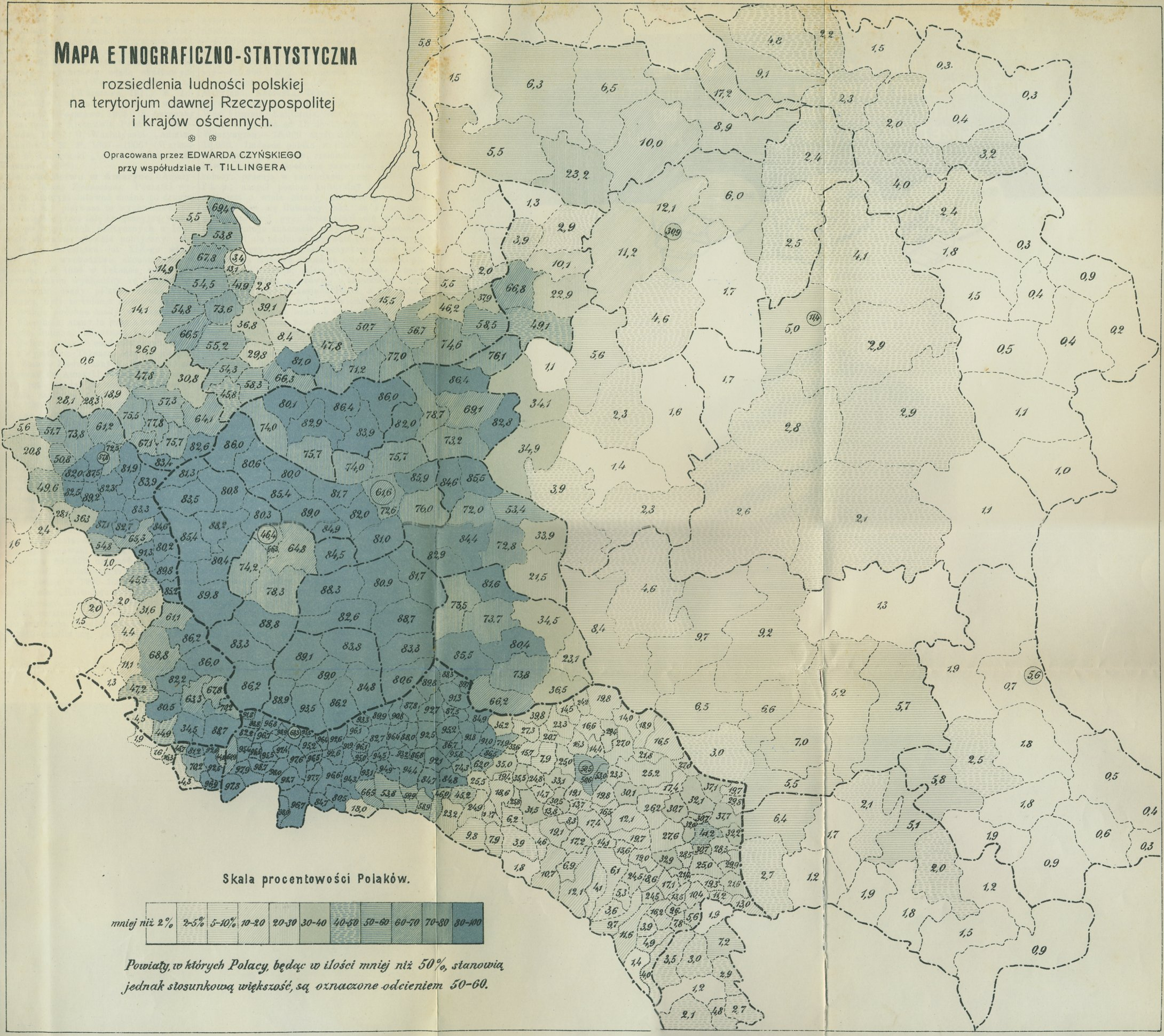
Harta etnografică poloneză din 1912. Populația poloneză din teritoriul fostei Uniunii statale polono-lituaniene, în conformitate cu datele recensămintelor efectuate înainte de Primul Război Mondial
Harta etnografică poloneză din 1916. Populația poloneză, în conformitate cu datele recensământului german din 1916
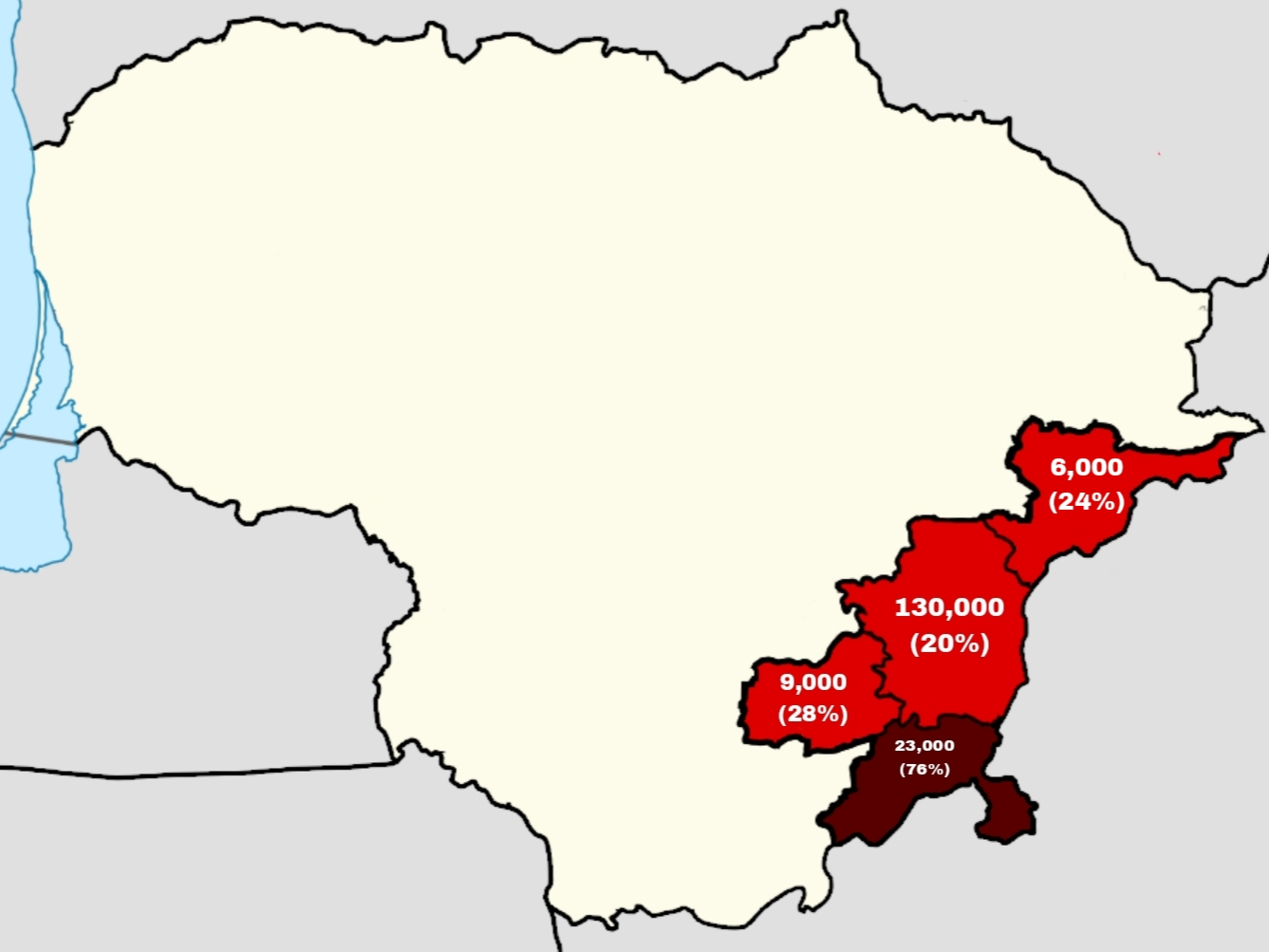
Procentajul populației poloneze pe municipalități, în conformitate cu datele recensământului din 2011.